# Boonie hat
Un boonie hat è un tipo di cappello a tesa larga comunemente usato nelle forze armate. Ha una forma simile a quella dei comuni cappelli da pescatore ma con la tesa più rigida. Spesso attorno alla corona è presente una fascia di cordura che forma dei passanti. Questi passanti hanno lo scopo di sostenere piccoli rametti o altri oggetti utili al camuffamento. Un laccio regolabile provvede a fare in modo che il cappello non cada se viene perso e che possa essere tolto lasciandolo a penzoloni sulle spalle. Il cappello può essere provvisto di buchi per permettere all'aria di passare e rinfrescare la testa (solitamente questi buchi sono tappati da reticelle). Sui lati sono presenti delle clip che permettono di tenere il cappello in stile australiano, cioè con le tese sollevate.

## Boonie Hat nell'esercito degli Stati Uniti

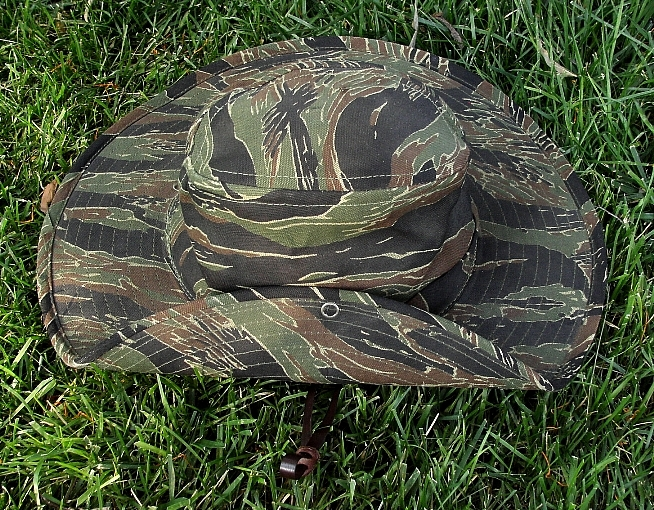
Un boonie hat con la fantasia di camuffamento 'tiger stripe'.

Il boonie hat è stato introdotto dalle forze armate statunitensi durante la Guerra del Vietnam, quando i berretti verdi iniziarono ad impiegarlo nei campi di battaglia, unitamente alle forze armate australiane e all'esercito della repubblica Vietnamita.
I primi boonie hat avevano il camuffamento 'tigerstripe' e venivano preparati in loco con materiali di recupero da altre uniformi oppure venivano realizzati da sarti locali. Nel 1967, l'esercito statunitense ha iniziato ad adottare i boonie fatti di cotone e popeline antivento, in varie colorazioni tra cui il verde militare, la imetica tigrata e il motivo ERDL. Lo scopo era quello di sostituire i vecchi cappelli di pattugliamento in servizio dalla seconda guerra mondiale. Con l'evoluzione delle strategie dell'esercito ed il progressivo allontanamento dal concetto di guarnigione il boonie ha trovato una fissa dimora come parte integrante e permanente delle uniformi di moltissimi corpi. L'aspetto dei boonie ha subito pochissime variazioni attraverso i decenni, arrivando pressoché immutato fino alle guerra in Iraq e Afghanistan. Nelle forze armate statunitensi il boonie è disponibile in un'amplissima varietà di mimetiche, attualmente questi includono woodland, three-color desert, UCP, e le versioni desertica e boschiva MARPAT, così come la colorazione ABU (airman battle uniform). Spesso il boonie è indossato con le insegne del grado sulla parte frontale.